# ノルマン・東ローマ戦争
 ノルマン・東ローマ戦争（ノルマン・ひがしローマせんそう）は、ノルマン人傭兵と、ノルマン人が建国したシチリア王国、アンティオキア公国と東ローマ帝国との間で行われた戦争である。

## 戦争の経過

### 最初の衝突
11世紀まで、シチリアや南イタリア（マグナ・グラエキア）は東ローマの領土であった。1009年、ランゴバルド人貴族メールスはバーリを独立国と宣言して東ローマ帝国に反旗を翻した。皇帝バシレイオス2世はすぐさま鎮圧軍を派遣、東ローマ帝国によってバーリを占領されたメールスは北フランスのノルマン人に支援を求めた。援軍としてやってきたノルマン人は東ローマ帝国との戦いで優位に立ち、連戦連勝を重ねたが、1018年にカンネーの戦いで敗北し、東ローマ帝国と講和を結んだ。だがノルマン人達はこの戦役以後もイタリアにとどまり続けた。

### ノルマン人の南イタリア征服
ノルマン人騎士ロベルト・イル・グイスカルドは兄の後を継いでプーリア伯となり、弟のルッジェーロ達と共に、カラブリア、シチリア等の諸都市を征服していった。1066年、コンスタンティノス10世ドゥーカスは大規模な軍をイタリアに派遣し、ターラント等の諸都市をノルマン人の手から取り戻した。しかし東方からやってきたセルジューク朝の侵攻が激しさを増してきたため、バリャーグ親衛隊を主力とする兵力を東方に振り向けざるを得なくなり、イタリアの警備が手薄になった、こうして戦局はノルマン人に優位となり、1071年、ノルマン人は東ローマのイタリア支配の拠点だったバーリを占領した（バーリ包囲戦）。これによって東ローマから南イタリアが永遠に失われた。

### ノルマン人のギリシャ遠征
南イタリアを征服したロベルトは東ローマ帝国征服をもくろみ、1081年にギリシャ遠征をおこないデュラキウムを占領した。しかし神聖ローマ皇帝ハインリヒ4世が南征してきたため、ロベルトはこれに対応すべくギリシャを息子のボエモンに託し、帰国することになった。ロベールは再度ギリシャ侵攻を目指していたが、1085年に病死した。

### 1147年のノルマン人のギリシャ遠征
1147年、シチリア王国を建国したロベルトの甥ルッジェーロ2世は東ローマ帝国遠征を行った。これは第2回十字軍の時期と重なっていた。シチリア軍は再びギリシャ、コルフ島を占領してコリントス、テーベを略奪した。一部隊はコンスタンティノープルの沿岸部までせめよせたが、ギリシャはヴァリャーグ（ハスカール）を投入した帝国に奪還された。しかしアドリア海の島々はシチリア王国のものになった。

### 東ローマ帝国のイタリア遠征
1154年、ルッジェーロ2世の死を聞いた皇帝マヌエル1世コムネノスは帝国軍をイタリアに派遣した。イタリア南部に上陸した帝国軍はアドリア海沿岸の諸都市、バーリ、トラーニエを次々に征服した。しかしグリエルモ1世の反撃によって帝国軍は敗北し、イタリアから撤退した。

### 1185年のノルマン人のギリシャ遠征
1185年、東ローマ帝国の混乱を見たグリエルモ2世は東ローマ帝国に出兵した。再びデュラキウムを占領したシチリア軍はギリシャ中を荒しまくり、テッサロニキをも占領した。（コンスタンティノープルではこれが原因で暴動が発生し、その混乱に乗じてクーデターを起こしたイサキオス2世が即位した）しかし、アレクシオス・ブラナスが率いる帝国軍の反撃でノルマン陸海軍は敗北し撤退を余儀なくされた。

### アンティオキア公国
ロベルトの子のボエモン1世が建国したアンティオキア公国も東ローマ帝国と戦闘、服従を繰り返した。1138年、ヨハネス2世コムネノスに服従したアンティオキア公国はザンギー遠征に付き合わされている。しかし1142年に帝国から離反、反抗したため、ヨハネス2世の攻撃を受けアンティオキアは荒廃した。結局ヨハネス2世が事故死したためアンティオキアはそれ以上の破壊は免れたが、ヨハネス2世の息子のマヌエル1世コムネノスに服従を強要された。1153年、コンスタンス女公と結婚したルノー・ド・シャティヨンは東ローマ帝国に牙をむけ、キプロス島を攻撃した。だがこれはマヌエル1世の報復遠征を招いた。1159年、東ローマとの戦いに敗れたアンティオキア公国は再び東ローマの属国となった。1176年に行われたミュリオケファロンの戦いにはアンティオキア公国軍も参加し、大きな被害を受けた。